# Llunària
La llunària (Botrychium lunaria) és una espècie herbàcia de falguera del petit grup de les ofioglossals que només conté una família (és un ordre monotípic), les ofioglossàcies. Viu a tot l'hemisferi nord a través d'Euràsia i des d'Alaska fins a Groenlàndia, així com a parts temperades de l'hemisferi sud. Als Països Catalans es pot trobar en prats de muntanya als Pirineus, Montseny, els Ports de Beseit o el Penyagolosa.

## Descripció
l'esporòfit (la generació més visible dels pteridòfits) és una planta petita de fins a 30 cm d'alçada amb una sola fulla dividida en dos parts: una fronda estèril que té de 4 a 9 parells de folíols en forma de ventall o mitja lluna; i una fronda fèrtil, de forma molt diferent, amb  una mena de raïm d'esporangis rodons que produeixen espores per les quals es reprodueix. Aquest branca, a diferència d'altres representants del gènere Botrychium, és un xic més curta o poc més llarga que la fronda estèril.
La família Ophioglossaceae son falgueres eusporangiades, amb els esporangis derivats de més d'una cèl·lula inicial i amb parets esporangials de més d'una cèl·lula de gruix.
Les espores es desenvolupen en gametòfits molt petits en forma de protal·lus subterranis que viuen gràcies a micorrices amb fongs del sòl (micotrofia). L'esporòfit desapareix al final de l'estiu, però sovint queden estructures subterrànies latents durant diverses temporades abans de tornar a aparèixer.

## Distribució i hàbitat
La llunària és una espècie que, als Països Catalans, viu sobretot en prats àcids de muntanya, als estatges subalpí i alpí, encara que pot baixar fins a l'estatge montà, fent-se més rara com més al sud anem.

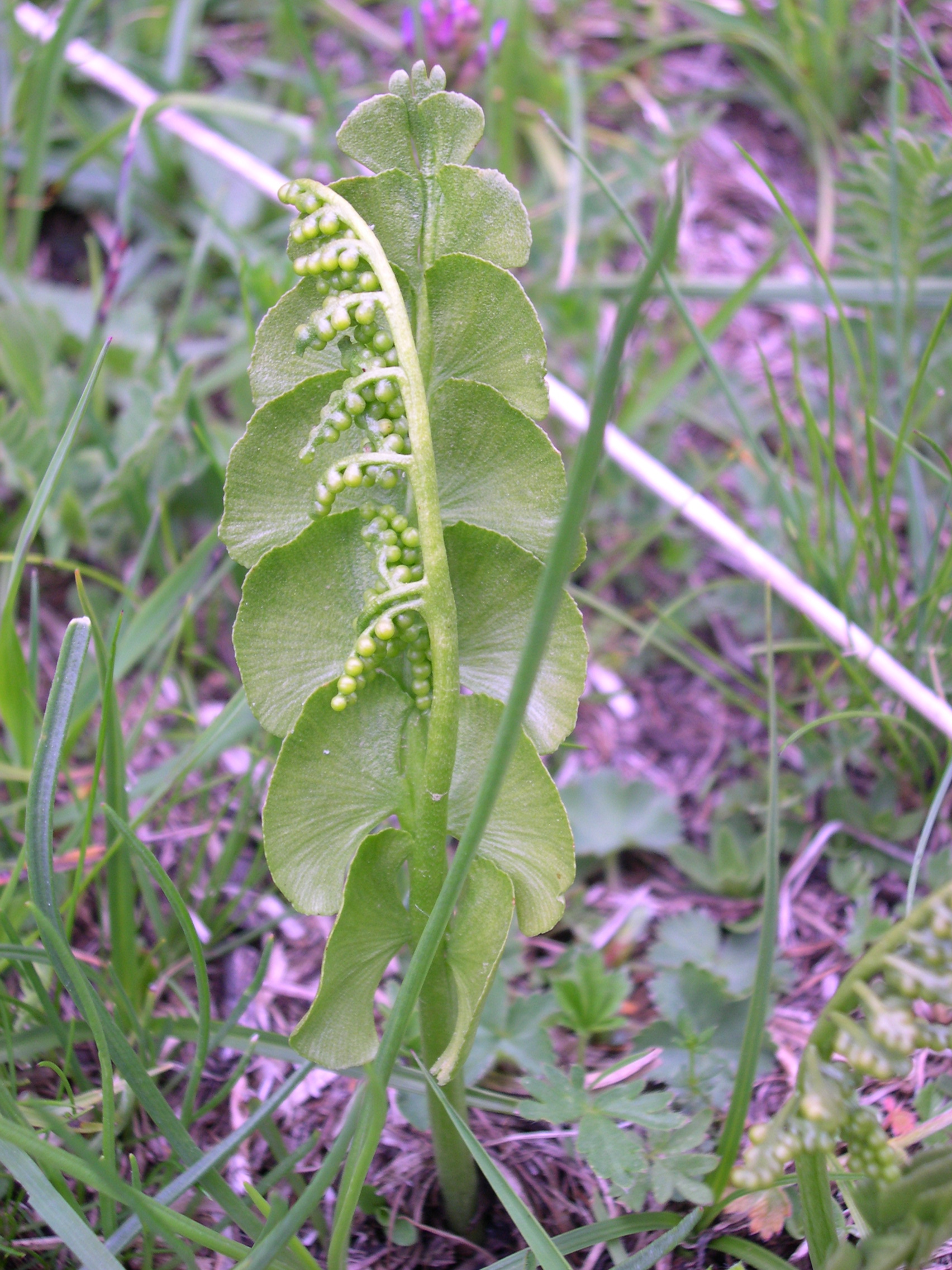
vista pel costat de la fulla fèrtil.
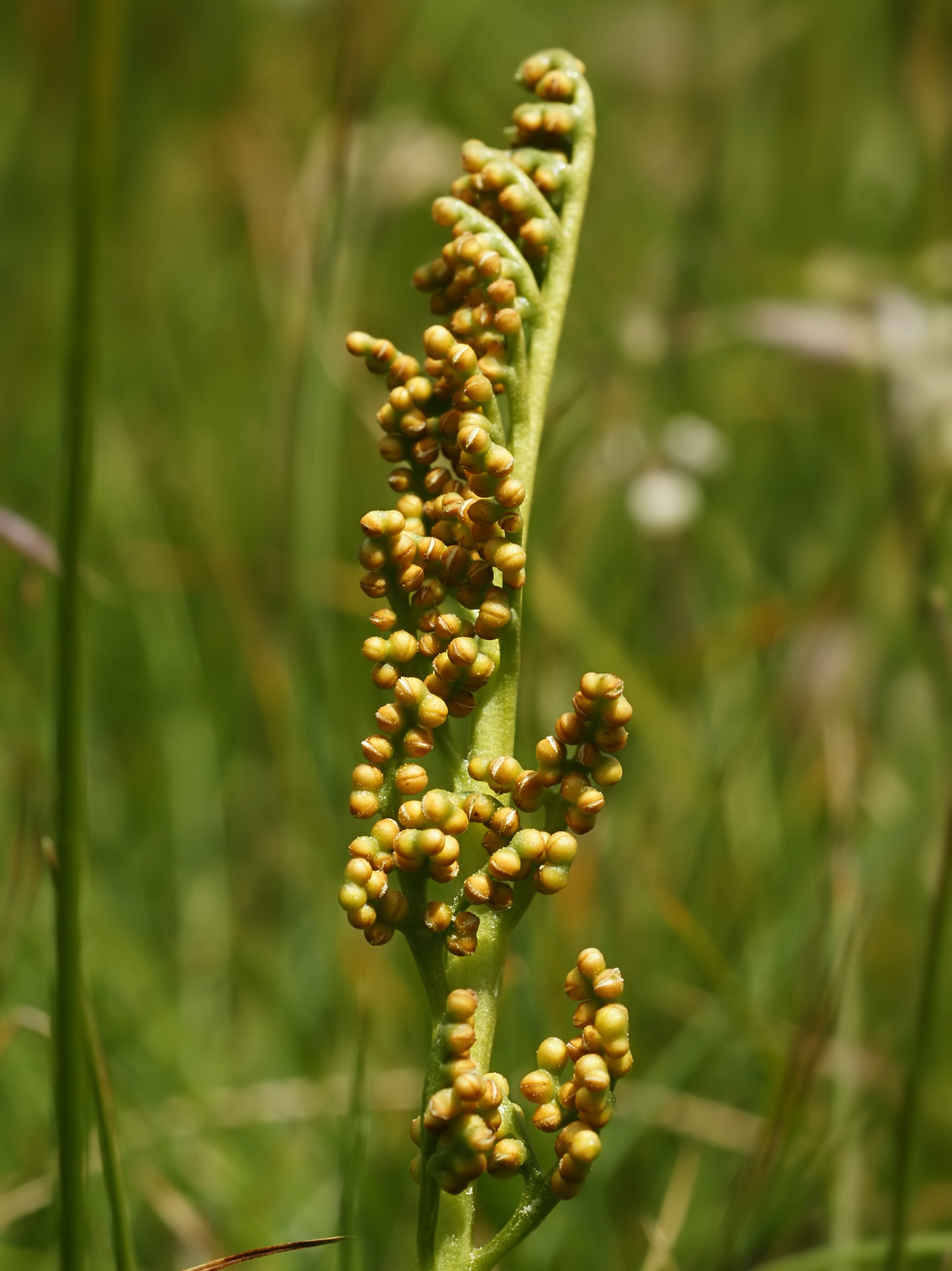
detall dels esporangis